# Florenci III d'Holanda
Florenci III d'Holanda (La Haia cap a 1141 - Antioquia 1 d'agost de 1190), va ser  comte d'Holanda des 1157 a 1190 Era fill de  Teodoric VI, comte d'Holanda, i de Sofia de Luxemburg.
Es va veure embolicat a la guerra que el bisbe d'Utrecht havia emprès contra la ciutat de Groninga a la qual havia assetjat. La ciutat havia estat poderosament ajudada pel comte de Gueldre i el senyor de Batenburg, els assetjadors es van veure obligats a concloure un tractat que va donar fi a les hostilitats. El suport que Florenci havia donat al bisbe li va fer concebre l'esperança que podria acabar amb la disputa que mantenia amb el bisbat d'Utrecht sobre els comtats d'Oostergo i Westergo, a Frísia. El comte va amenaçar al bisbe amb l'ús de la força i el resultat va ser un acord pel qual Florenci va recuperar la jurisdicció territorial dels comtats i el bisbe va mantenir l'espiritual i l'eclesiàstic.

## Guerra contra Flandes
Un assumpte més seriós va enterbolir aviat el repòs del que gaudia el comte. Florenci era un fidel vassall de l'emperador Frederic I del Sacre Imperi Romanogermànic a qui va acompanyar en les seves dues expedicions a Itàlia, el 1158 i de 1176 a 1178. L'emperador el va recompensar integrant-lo en la noblesa imperial i atorgant-li els drets aranzelaris sobre la ciutat de Geervliet, al riu Mosa, la més important ciutat comercial de la regió. Es tractava de la legalització d'una situació ja existent, perquè els comtes d'Holanda percebien indegudament taxes de pas des del segle X. Això va irritar a Flandes perquè dificultava el seu comerç, pel que va envair el país de Waasland. Florenci li va declarar la guerra per terra i per mar. Per mar va obtenir algun avantatge; però a Alsàcia, que pertanyia al comte de Flandes, on havia penetrat amb un fort exèrcit, va tenir la sort contrària.
El comte d'Holanda que havia posat setge a la petita ciutat d'Amerstein, no va poder mantenir-ho perquè Felip d'Alsàcia, comte de Flandes, qui governava en absència del seu pare Teodoric d'Alsàcia, va avançar amb totes les seves forces i li va fer aixecar el setge. Els dos exèrcits es van enfrontar durant set hores, fins que Florenci, ferit i abandonat pels seus aliats, va haver de rendir-se i, fet presoner, va ser traslladat a Bruges. La presó del comte a Bruges va durar dos o tres anys i per recuperar la seva llibertat va accedir a signar un tractat de pau molt onerós per a ell. Segons aquest acord, Flandes obtenia el vassallatge de Zelanda i Florenci es comprometia a reparar totes les pèrdues sofertes pels flamencs durant la guerra i els eximia de tot peatge i impost, obligant-se per jurament ell i els seus successors a observar fidelment totes les condicions del tractat.

## La revolta frisona
Durant l'absència de Florenci -en estar presoner a Bruges- els seus súbdits de Haarlem i del Kennemerland havien assolat i sotmesa a pillatge la ciutat de Schagen. Com a venjança els frisons occidentals van caure sobre Alkmaar i la van fer cendres. A la seva tornada, Florenci, després de la vergonyosa pau que havia acordat, va voler castigar els frisons; però les seves tropes van ser derrotades i li va ser impossible tenir aquest poble sota control i molt menys sotmetre'l completament.

## Les inundacions
És possible que les freqüents inundacions que assolaven el comtat fos la causa que frisons i holandesos no s'enfrontessin en una batalla definitiva. Nombrosos camperols es van instal·lar a Holanda per convertir els pantans en pòlders. Preses i canals van ser construïts i la frontera entre el comtat d'Holanda i el bisbat d'Utrecht va haver de ser delimitada. Això va suposar un conflicte entre Florencio i el bisbe d'Utrecht a propòsit d'una presa sobre el Rin a Zwammerdam, el 1165, que va haver de ser sotmès a l'arbitratge de l'emperador Frederic.
El 1170, les calors de l'estiu van ser tan extremes que, a la tardor següent, van provocar una tempesta tan forta que va inundar sobtadament Zelanda, Frísia i el Kennemerland. Es va dir que les aigües del mar van arribar a una alçada que es podia pescar amb xarxa sota els murs d'Utrecht. La crescuda del 23 de setembre va causar grans pèrdues. Diversos dics de Zelanda es van trencar i algunes illes es van inundar. Aquesta inundació que va devastar el nord va formar el Zuiderzee.
El mes de maig de 1173 hi va haver una tempesta seguida d'una inundació semblant que va fer creure que Utrecht seria enterament submergida com un nou diluvi.

## L'aliança amb el bisbat d'Utrecht
Alguns anys més tard, en morir Godofreu, bisbe d'Utrecht el 1178, Florenci va instal·lar al seu germà Balduí a la seu episcopal. Això va suposar el restabliment de la pau entre Holanda i Utrecht. Els dos germans van aprofitar la circumstància per emprendre una campanya contra els frisons. Aquesta expedició va resultar desafortunada per a ells, encara que els annals de l'època no han ressaltat cap particularitat. Però, un temps després Florenci va sotmetre les illes de Texel i de Wiering i els va forçar a pagar fortes contribucions.

## Viatge a Terra Santa
Per fi les disputes amb Utrecht, Brabant i Gueldre a propòsit de Weluwe s'havien apaivagat i el comte d'Holanda va creure que no podia fer una mostra més gran de la seva pietat que viatjant a Terra Santa. El 1189, Florenci va acompanyar Frederic I del Sacre Imperi Romanogermànic a la tercera croada i va ser uns dels seus caps, ja que gaudia de l'especial favor de l'emperador. La croada va resultar funesta per a l'un i l'altre. L'emperador es va ofegar quan es banyava en un riu de Cilícia i Florenci, atacat d'una greu malaltia, no va sobreviure molt de temps al seu benefactor i amic. Va morir el 1190 a Antioquia, i va ser enterrat a l'església de Sant Pere a la vora de la tomba de l'emperador.

## Matrimoni i descendència
El 28 d'agost de 1162 Florenci III es va casar amb Ada de Huntingdon, filla d'Enric d'Escòcia, comte de Northumberland, i d'Ada de Warenne; i germana dels reis Malcolm IV d'Escòcia i Guillem I d'Escòcia. Els comtes d'Holanda van adoptar el lleó rampant com a emblema de les seves armes. El matrimoni va tenir els següents fills : 
- Teodoric VII (? - 1203), comte d'Holanda
- Guillem I (1167 - 1222), senyor de Frísia i després comte d'Holanda
- Florenci (? - 1210), canonge a Utrecht i a Middelburg.
- Balduí (? - 1204).
- Ada (? - després 1205), casada en 1176 amb Otó I, marcgravi de Brandenburg.
- Margarida (? -després 1203), casada en 1182 amb Teodoric VI, comte de Clèves.
- Elisabet
- Edwige
- Agnès (? - 1228), abadessa de Rijnsburg.